# Huren wehren sich gemeinsam
Der Verein Huren wehren sich gemeinsam e. V. (HWG) war ein von 1984 bis 1999 bestehendes Selbsthilfeprojekt für Prostituierte in Frankfurt am Main. Es wurde, angeregt durch die Berliner Initiative Hydra, von Prostituierten ins Leben gerufen, um Prostituierte zu unterstützen und Öffentlichkeitsarbeit zu betreiben. Der Name ist eine Anspielung auf eine Bezeichnung für Prostitution im Amtsdeutsch: „Häufig wechselnder Geschlechtsverkehr“. HWG gehörte neben der Berliner Selbsthilfegruppe Hydra zu den ersten und einflussreichsten Organisation der deutschen Hurenbewegung.

## Geschichte
Die 1984 gegründete Initiative organisierte sich 1986 als Verein. Treibende Kraft für die Vereinsgründung war Cora Molloy, die auch Vorsitzende des Vereins wurde. Hintergrund der Gründung war die Diskussion in Frankfurt am Main über die Sperrgebietsverordnung, die von vielen Prostituierten abgelehnt wurde. Entsprechend stand das politische Engagement und die Öffentlichkeitsarbeit klar im Vordergrund gegenüber der Sozialarbeit. Die Geschäftsführerin des Vereins, Christine Drößler, erklärte 1997 „HWG macht Lobbyarbeit, keine klassische Sozialarbeit“. Mit der neuen Sperrgebietsverordnung, die im Januar 1987 wirksam wurde, strebte der Magistrat unter Oberbürgermeister Wolfram Brück (CDU) an, die Prostitution aus dem Frankfurter Bahnhofsviertel zu verlegen. Hierzu wurde ein Großbordell in der Breiten Gasse gebaut. Diese Pläne waren letztlich erfolglos.
Bei den Kommunalwahlen in Hessen 1989 veränderte sich die politische Lage in der Stadt dramatisch. Die bisher mit absoluter Mehrheit regierende CDU verlor 13 Prozentpunkte und wurde mit 36,6 % zweitstärkste Partei. Die SPD wurde stärkste Partei mit 40,1 % und schloss mit den Grünen (10,1 %) eine Koalition. Zum neuen Oberbürgermeister wurde der SPD-Politiker Volker Hauff gewählt. Als Frauendezernentin wurde Margarethe Nimsch (Grüne) in den Magistrat gewählt. Während die Arbeit von HWG bis dahin ehrenamtlich geleistet wurde, erhielt der Verein, der als den Grünen nahestehend galt (der Verein hatte zur Wahl der Grünen aufgerufen), nun erhebliche Zuschüsse der Stadt und konnte die Protagonistinnen als hauptamtliche Kräfte beschäftigen. 1990 wurden 60.000 DM an Zuschuss gezahlt, 1992 stieg dieser auf 110.000 DM. Dies stieß auf erheblichen Widerstand durch die neue Opposition. Hans-Joachim Otto bezeichnete den Zuschuss der Stadt, als „versteckte Parteienfinanzierung“ und bewertete die Höhe des Zuschusses als „üppig versorgt“. Auch die CDU sprach davon, dass mit diesem Zuschuss Sonderinteressen der „rot-grünen Klientel“ befriedigt würden.
Der Verein finanzierte sich 1997 durch einen Zuschuss der Stadt von 85.000 DM und Landesmitteln von 4.000 DM.
Nachdem die Stadt Frankfurt die Zuschüsse für die Jahre 1998 und 1999 um 15.000 DM auf 70.000 DM gekürzt hatte, erklärte der Verein, die Arbeit einstellen zu wollen. Die Schließung erfolgte 1999.

## Aktivitäten
- In Zusammenarbeit mit Hydra organisierte HWG 1985 in Berlin den 1. Nationalen Prostituiertenkongress
- Im Herbst 1986 nutzte sie eigene Räumlichkeiten und zwei von der Kirche finanzierte Stellen
- HWG veranstaltete 1991 den Europäischen Prostituiertenkongress in Frankfurt[8]
- Der Verein gab Stellungnahmen zu politischen und gesundheitlichen Themen wie der Sperrgebietsverordnung und AIDS ab
- Betreiben einer Hotline zur Informationen über Gewalttäter

## Publikationen
Seit 1984 gab HWG in unregelmäßigen Abständen die „Zeitung für leichte und schwere Mädchen“ heraus. Die letzte Ausgabe erschien im Juni 1988. Das in Schwarz-Weiß gedruckte Blatt im Format DIN A4 betrachtete sich als „Berufsfachschrift“. Der Preis lag bei 10 DM je Ausgabe, der überwiegende Teil der Auflage wurde jedoch kostenlos abgegeben. Nachdem „Hydra´s Nachtexpress“ in Berlin eingestellt worden war, war die „Zeitung für leichte und schwere Mädchen“ die einzige Hurenzeitschrift in Deutschland.
1995 war der Verein Herausgeber des Buches Prostitution: Ein Handbuch, Schüren Presseverlag, ISBN 3-89472-110-3.

## Mitglieder
- Cora Molloy, ehemalige Vorsitzende des Vereins
- Christine Drößler, ehemalige Geschäftsführerin